# 長崎大学感染症研究出島特区
長崎大学感染症研究出島特区は、長崎大学内に分散している研究施設、部局等を統括し研究開発を強化・迅速化する長崎大学の研究機関。初代特区長は森田公一。
また日本政府主導のワクチン開発のための世界トップレベル研究開発拠点群の、フラッグシップ拠点・四つのシナジー拠点・六つのサポート機関からなる形成事業のシナジー拠点に選定されている。

## 沿革
- 2022年4月 - 長崎大学感染症研究出島特区創立。
- 2022年8月 - 日本政府主導のワクチン開発・生産体制強化戦略のシナジー拠点に採択される。

## フラッグシップ拠点
- 東京大学新世代感染症センター

## シナジー拠点
- 北海道大学ワクチン研究開発拠点
- 千葉大学未来粘膜ワクチン研究開発シナジー拠点
- 大阪大学ワクチン開発拠点
- 長崎大学感染症研究出島特区

## サポート機関
- 実験動物中央研究所 - 小型実験動物
- 医薬基盤・健康・栄養研究所 - 大型小型実験動物
- 滋賀医科大学 - 大型小型実験動物
- 京都大学 - ヒト免疫についての解析等
- 理化学研究所 - ヒト免疫についての解析等
- 東京大学 - ゲノム解析等